# Temesfalva
Temesfalva (románul: Dragșina) falu Romániában, a Bánságban, Temes megyében.

## Fekvése
Buziásfürdőtől északnyugatra, a Temes bal partja közelében fekvő település.

## Története
Temesfalva nevét 1442-ben említette először oklevél kenezius de Draxafalwa néven.
1723–1775 között Mercy térképén Dragschina, 1808-ban Dragsina, Dragschina, 1913-ban Temesfalva néven volt említve.
A 15. században már románok lakták, akik Krassó vármegye magaslatairól húzódtak le a Temes-mellékére.
1453-ig királyi birtok, akkor V. László király Hunyadi Jánosnak adományozta, akit 1454-ben az aradi káptalan iktatott itt be.
1464-ben Mátyás király Temeshelyi Dési Péternek és Balothai Miklósnak adományozta, később Corvin János birtokába került, akinek révén 1514-1516-ban Brandenburgi György őrgróf birtoka lett. Ekkor öt jobbágytelke volt.
1617ben már puszta, melyet Bethlen Gábor vett zálogba, majd később ismét románok szállták meg.
1723-1725 között gróf Mercy térképén Dragschina alakban jelölték.
1807-ben a vallás- és tanulmányi alapé lett, amely legnagyobb birtokosa volt még a 20. század elején is.
1835-ben magyarok telepedtek ide, és ők építették ki az eddig rendetlen fekvésű helységet.
A trianoni békeszerződés előtt Temes vármegye Buziásfürdői járásához tartozott.
1910-ben 1019 lakosából 389 magyar, 16 német, 543 román 68 cigány volt. Ebből 382 római katolikus, 245 görögkatolikus, 362 görög keleti ortodox volt.

## Források

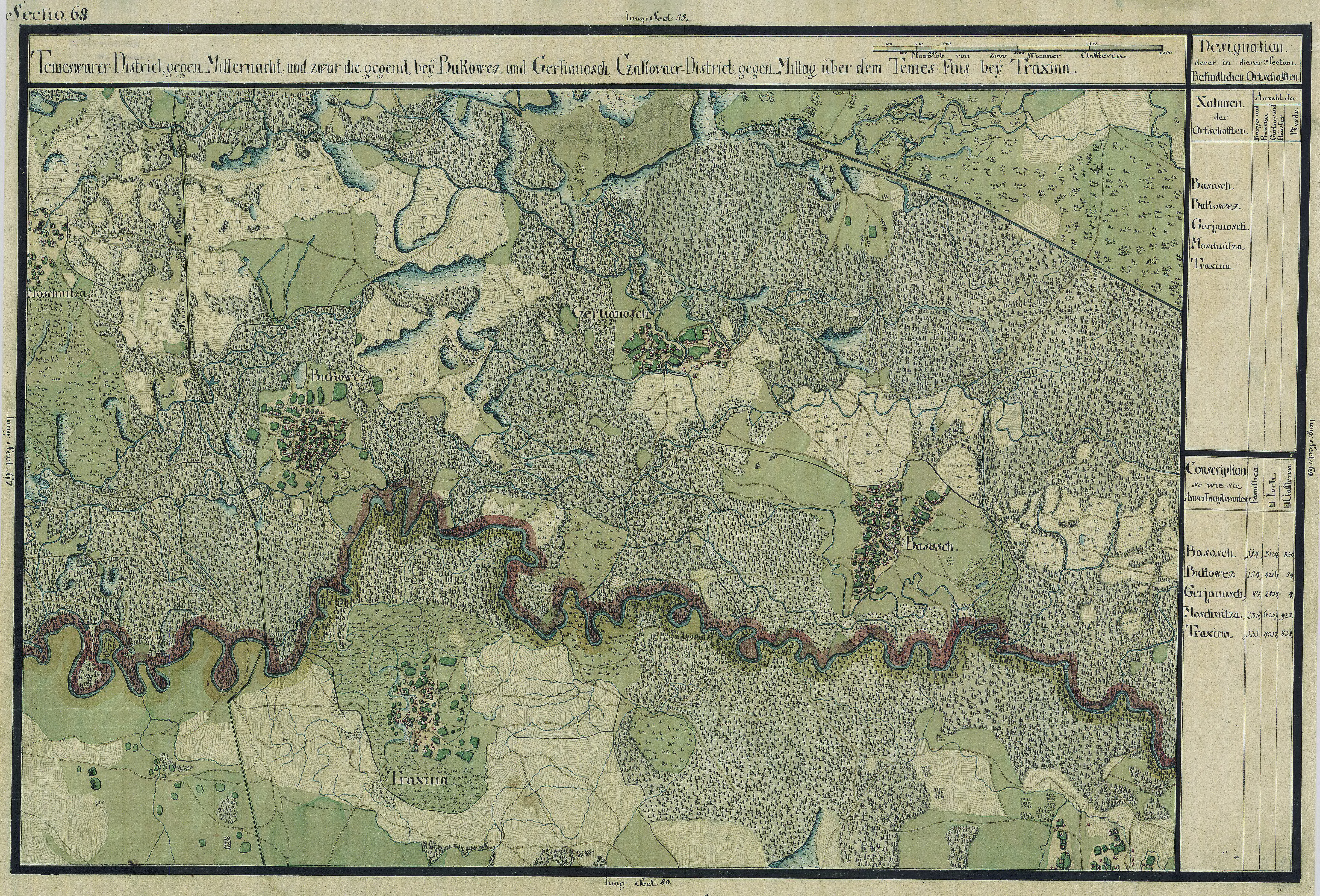
Temesfalva egy régi térképen